# Publicis groupe
Publicis groupe, «Публисис груп» — французское рекламное агентство, одно из крупнейших в мире. Штаб-квартира расположена в Париже (Франция), более половины выручки приходится на США.

## История
История Publicis Groupe ведёт отсчет с 1926 года, когда Марсель Блестейн-Бланше основал в Париже своё рекламное агентство. Название было образовано от французского слова publicité — «реклама» и произношения слова six — число «6». В 1929 году Publicis подписало соглашение с государственной почтой, заведовавшей тогда радиостанциями, и его агентство становится первым в истории Франции и эксклюзивным продавцом рекламы.
В 1934 году правительство запретило рекламу в эфире общественных радиостанций, но Блестейн решил эту проблему купив в 1935 году Radio LL и на его основе создав частное Radio Cite. Для радиоиндустрии страны эту сделку можно назвать исторической. Считается, что именно Radio Cite задало современные стандарты вещания: новости впервые стали выходить каждый час, в передачи, идущие в прямом эфире, начали приглашать популярных артистов, там же, в прямом эфире, разыгрывались радиоспектакли. Собственная радиостанция стала для Publicis бесценной лабораторией, которая позволяла распознать законы коммуникации, подсказывала новые формы построения рекламного сообщения. После войны радиостанция была национализирована.
В 1938 году Publicis на паритетных началах с агентством Havas (ныне второй рекламно-коммуникационный холдинг Франции) создало компанию Cinema et Publicite («Кино и реклама») — первую в стране сеть, занявшуюся производством и показом рекламных роликов в кинотеатрах. Впоследствии Cinema et Publicite превратилась в независимую сеть Mediavision, специализирующуюся на размещении рекламы в кинотеатрах. Параллельно Блестейн устанавливил контроль над компанией Metro Bus Publicite (реклама на транспорте). Сегодня эта компания известна как Metrobus — совместное предприятие Publicis Groupe и компании по наружной рекламе JCDecaux. В том же 1938 году Блестейн основывал Regie Presse — сейлс-хаус, который продаёт рекламу в крупнейших национальных газетах и журналах, в том числе Elle и France Dimanche. В 1950-е годы совокупный тираж всех изданий, представленных в портфеле Regie Presse, превышал миллион экземпляров в день.
В 1948 году Марсель Блестейн-Бланше совершил деловую поездку в США. Достижения американских коллег убеждают его в том, что ключевым звеном в коммуникации является потребитель. Возвратившись домой, Блестейн подписывает соглашение с Французским институтом общественного мнения и при его активном содействии открывает в Publicis исследовательский департамент. Его задача — анализ рынка и изучение потребительского поведения, в первую очередь мотивации.
Ещё до войны Publicis одним из первых стал предлагать своим клиентам услуги, которые можно назвать прообразом современных маркетинговых исследований и медиапланирования. После войны научный подход стал визитной карточкой агентства. В 1954 году агентство организовало первый в истории Франции опрос общественного мнения. В 1957 году в США был создан первый зарубежный филиал Publicis. В октябре 1968 года реклама появляется во французском телеэфире, и первый ролик — для сыра Boursin с участием актёра Жака Дюби — был сделан агентством Publicis. Также в конце 1960-х годов агентство начало осваивать такое направление связей с общественностью, как антикризисные коммуникации.
В 1970 году акции Publicis были размещены на Парижской фондовой бирже. В 1972 году здание на Елисейских полях, где с 1958 года размещался главный офис Publicis, сгорело, на его месте была построена новая штаб-квартира. В 1975 году Блестейн отходит от оперативного управления — директором агентства становится его протеже Морис Леви. Под его руководством началась международная экспансия агентства, в частности были куплены Intermarco (рекламное подразделение Philips), Farner (крупнейшее рекламное агентство на рынках Германии и Швейцарии) и McCormick Agency (Великобритания).
В 1984 году все активы — это уже 23 агентства в Европе и США — объединяются в Publicis Groupe. Через два года она впервые входит в двадцатку крупнейших рекламно-коммуникационных холдингов мира.
В 1986 году Publicis запустило TV6 — первый французский музыкальный телеканал (просуществовал всего год). В 1987 году у группы появляется собственная медийная сеть Optimedia. В 1988 году Publicis создало альянс с базировавшейся в Чикаго сетью Foote, Cone & Belding (FCB); объединяя 176 агентств в 40 странах, Publicis-FCB стало первой по величине рекламной структурой в Европе, однако альянс распался в 1997 году, после чего Publicis начала активно развивать собственную сеть агентств в Америке.
В 2000 году было куплено британское рекламное агентство Saatchi & Saatchi. В 2001 году была создана дочерняя компания Zenith Optimedia. В 2002 году за 3 млрд долларов было куплено американское агентство Bcom3 Group. В 2006 году была куплена американская медиа-компания Digitas, стоимость сделки составила 1,3 млрд долларов. Ещё одним приобретении в США стала компания Razorfish в 2009 году. В 2015 году была куплена компания Sapient (базировалась в Бостоне), в следующем году она была объединена с Razorfish в дочернюю компанию SapientRazorfish, в 2019 году она была переименована в Publicis Sapient.
В 2019 году была куплена компания Epsilon, которая специализировалась на сборе и анализе статистических данных, связанных с маркетингом; её основной разработкой была платформа COREID по идентификации потребителей, её база включала 200 млн потребителей в США; сумма сделки составила 4,4 млрд долларов.

## Собственники и руководство
Акции компании котируются на бирже Euronext Paris. Крупнейшим частным акционером является Элизабет Бадентер (дочь основателя), ей принадлежит 6,57 % акций, она входит в наблюдательный совет (до 2017 года была его председателем). Среди крупнейших институциональных инвесторов — Capital Research and Management Company (15,3 % акций), BlackRock (5,02 %), Parvus Asset Management (4,97 %).
- Морис Леви (Maurice Lévy, род. 18 февраля 1942 года) — председатель наблюдательного совета с 1987 года, также председатель правления с 1987 по 2017 год, в компании с 1971 года, ему принадлежит 1,91 % акций.
- Артур Садун (Arthur Sadoun, род. 23 мая 1971 года) — председатель правления с 2017 года, в компании с 2006 года.

## Деятельность
Publicis groupe предлагает своим клиентам широкой спектр маркетинговых услуг, включая сбор и анализ статистических данных, выбор рекламной стратегии, создание брендов, производство рекламной продукции, подбор носителей рекламы в зависимости от целевой аудитории, организация мероприятий, оптимизация результатов поисковых систем и другое.
Распределение выручки по регионам: Северная Америка — 63 %, Европа — 23 %, Азиатско-Тихоокеанский регион — 9 %, Ближний Восток и Африка — 3 %, Латинская Америка — 2 %.
По состоянию на 2022 год в группе работало 98 тыс. человек, из них 32,2 тыс. — в Азиатско-Тихоокеанском регионе, 29,6 тыс. — в Северной Америке, 24,3 тыс. — в Европе, 8,4 тыс. — в Латинской Америке, 3,6 тыс. — на Ближнем Востоке и в Африке. Крупные группы сотрудников имеются в Индии, Коста-Рике и Колумбии.
За 2022 год было обслужено 3620 крупных клиентов (в сумме на них пришлось 92 % выручки), в том числе из автомобильной промышленности — 15 % выручки, финансов — 15 %, электроники — 13 %, здравоохранения — 13 %, пищевой промышленности — 12 %, непищевых потребительских товаров — 11 %, розничной торговли — 10 %.
В 2008 году холдинг создал медиа коммуникационную группу VivaKi — она объединила глобальные сети Digitas, Denuo, Starcom MediaVest и Zenith Optimedia. В России сеть VivaKi имела сильные позиции — её представляли три операционно независимых медиа-коммуникационных агентства: MediaVest, Starcom и Zenith.
В марте 2022 года Publicis Groupe объявила о прекращении инвестиционного и медиабизнеса в России из-за вторжения России на Украину. В апреле 2022 года 89 % российских активов компании выкупил российский холдинг «Родная речь».